# Koumbia (Burkina Faso)
Koumbia è un dipartimento del Burkina Faso classificato come comune, situato nella provincia di Tuy, facente parte della Regione degli Alti Bacini.
Il dipartimento si compone del capoluogo e di altri 13 villaggi: Bonsè, Djui, Dougoumato I, Dougoumato II, Gombélédougou, Kongolékan, Lopohin, Makognadougou, Man, Pê, Pohin, Sébédougou e Waly.